# Marcus Aurelius Cotta Maximus Messalinus
Marcus Aurelius Cotta Maximus Messalinus là một chính trị gia La Mã sống vào thế kỷ thứ 1. Ông từng phục vụ như là một nguyên lão dưới triều nhà Julia-Claudia và trở chấp chính quan vào năm 20. Ông là em trai của bà nội Hoàng hậu Lollia Paulina, người vợ thứ ba của Hoàng đế Caligula, và em gái của cô Lollia Saturnina.